# Hertz
Hertz (The Hertz Corporation, Hertz Rent a Car) — американская компания по прокату автомобилей; имеет около 10,2 тыс. пунктов проката в 150 странах, в том числе в России (с 1996 года).
Основана в 1918 году Уолтером Джейкобсом, который начал операции по прокату в Чикаго, с десятком автомобилей Форд Модель Т. В 1923 году Джейкобс продал фирму президенту компании Yellow Cab Джону Херцу (англ. John D. Hertz), который переименовал её в Hertz Drive-Ur-Self System. В 1929 году Херц продал компанию Yellow Cab своему конкуренту Морису Маркину, сосредоточившись на бизнесе по аренде автомобилей. Впоследствии компания сменила ряд владельцев, в числе которых General Motors, RCA и United Airlines.
В 2020 году из-за сильного влияния на бизнес мер по сдерживанию COVID-19 с конца февраля цена акций компании упала более чем на 80 % и 22 мая компания объявила о запуске процедуры банкротства. В июне 2021 года объявлено о выходе из банкротства благодаря вложениям от Capital Management и Certares Opportunities в размере $5,9 млрд; также компания получила доступ к займам, кредитным линиям и другим инструментам погашения задолженности на сумму почти $10 млрд.
В октябре 2021 года компания совершила крупнейшую разовую сделку на рынке электромобилей — заказала у Tesla 100 тыс. машин на $4,2 млрд; тем самым электромобили составят более 20 % мирового парка Hertz.